# Liste des soumissions à la 89e cérémonie des Oscars pour le meilleur film en langue étrangère
La Liste des soumissions à la 89e cérémonie des Oscars pour le meilleur film en langue étrangère répertorie les films proposés par les différents pays sur la sollicitation de l'Academy of Motion Picture Arts and Sciences (AMPAS).
La compétition est supervisée par le Comité pour les films en langue étrangère. Pour concourir lors de la 89e cérémonie, les films doivent être sortis dans le pays d'origine entre le 1er octobre 2015 et le 30 septembre 2016. La date limite de soumission est le 3 octobre 2016. Au cours des mois de novembre et décembre, les films sont projetés aux membres de l'AMPAS dans les cinémas Samuel Goldwyn à Beverly Hills et Linwood Dunn à Hollywood. La liste des neuf finalistes est annoncée le 15 décembre 2016 et celle des cinq nommés le 24 janvier 2017. Le nom du vainqueur est révélé lors de la cérémonie qui se tient le 26 février 2017.
Le lauréat du meilleur film en langue étrangère de la 89e cérémonie des Oscars est Le Client (فروشنده), film iranien en persan d'Asghar Farhadi.

## Soumissions
L'AMPAS retient 85 films sur les 89 proposés. Parting de Navid Mahmoudi présenté par l'Afghanistan, À peine j'ouvre les yeux de Leyla Bouzid présenté par la Tunisie et Earthquake de Sarik Andreassian présenté par l'Arménie ne sont pas retenus, la part de contenu créatif issue du pays soumissionnaire étant jugée insuffisante. L'Arménie peut faire une autre proposition. Yahan Ameena Bikti Hai, film en hindi de Kumar Raj présenté par le Cameroun, est également absent de la liste finale.
| Pays               | Titre du film pour la soumission          | Titre original                                                | Langue                               | Réalisateur/ Réalisatrice                 | Résultat             |
| ------------------ | ----------------------------------------- | ------------------------------------------------------------- | ------------------------------------ | ----------------------------------------- | -------------------- |
| Afrique du Sud     | Call Me Thief                             | Noem My Skollie                                               | Afrikaans                            | Daryne Joshua                             |                      |
| Albanie            | Chromium                                  | Krom                                                          | Albanais                             | Bujar Alimani                             |                      |
| Algérie            | The Well                                  | Le Puits                                                      | Arabe                                | Lotfi Bouchouchi                          |                      |
| Allemagne          | Toni Erdmann                              | Toni Erdmann                                                  | Allemand                             | Maren Ade                                 | Nommé                |
| Arabie saoudite    | Barakah Meets Barakah                     | بركة يقابل بركة Barakah yoqabil Barakah Barakah Meets Barakah | Arabe                                | Mahmoud Sabbagh                           |                      |
| Argentine          | The Distinguished Citizen                 | El ciudadano ilustre                                          | Espagnol                             | Gastón Duprat et Mariano Cohn             |                      |
| Australie          | Tanna                                     | Tanna                                                         | Nauvhal                              | Bentley Dean et Martin Butler             | Nommé                |
| Autriche           | Stefan Zweig: Farewell to Europe          | Vor der Morgenröte Stefan Zweig, adieu l'Europe               | Allemand                             | Maria Schrader                            |                      |
| Bangladesh         | The Unnamed                               | অজ্ঞাতনামা Oggatonama                                             | Bengali                              | Tauquir Ahmed                             |                      |
| Belgique           | The Ardennes                              | Les Ardennes                                                  | Néerlandais et français              | Robin Pront                               |                      |
| Bolivie            | Sealed Cargo                              | Carga Sellada                                                 | Espagnol                             | Julia Vargas-Weise                        |                      |
| Bosnie-Herzégovine | Death in Sarajevo                         | Smrt u Sarajevu Mort à Sarajevo                               | Bosnien et français                  | Danis Tanović                             |                      |
| Brésil             | Little Secret                             | Pequeno segredo                                               | Portugais                            | David Schurmann                           |                      |
| Bulgarie           | Losers                                    | Karatsi (Каръци)                                              | Bulgare                              | Ivaïlo Hristov                            |                      |
| Cambodge           | Before the Fall                           | Before the Fall                                               | Khmer, anglais, français             | Ian White                                 |                      |
| Canada             | It's Only the End of the World            | Juste la fin du monde                                         | Français                             | Xavier Dolan                              | Shortlist de janvier |
| Chili              | Neruda                                    | Neruda                                                        | Espagnol                             | Pablo Larrain                             |                      |
| Chine              | Xuan Zang                                 | 大唐玄奘                                                      | Mandarin                             | Huo Jianqi                                |                      |
| Colombie           | Alias Maria                               | Alias María                                                   | Espagnol                             | José Luis Rugeles Gracia                  |                      |
| Corée du Sud       | The Age of Shadows                        | Mil-jeong (밀정)                                              | Coréen                               | Kim Jee-woon                              |                      |
| Costa Rica         | About Us                                  | Entonces Nosotros                                             | Espagnol                             | Hernan Jimenez                            |                      |
| Croatie            | On the Other Side                         | S one strane                                                  | Croate                               | Zrinko Ogresta                            |                      |
| Cuba               | The Companion                             | El acompañante L'Accompagnant                                 | Espagnol                             | Pavel Giroud                              |                      |
| Danemark           | Land of Mine                              | Under sandet Les Oubliés                                      | Danois et allemand                   | Martin Zandvliet                          | Nommé                |
| Espagne            | Julieta                                   | Julieta                                                       | Espagnol                             | Pedro Almodóvar                           |                      |
| Équateur           | Such is Life in the Tropics               | Sin muertos no hay carnaval                                   | Espagnol                             | Sebastián Cordero                         |                      |
| Égypte             | Clash                                     | اشتباك Clash                                                  | Arabe                                | Mohamed Diab                              |                      |
| Estonie            | Mother                                    | Ema                                                           | Estonien                             | Kadri Kõusaar                             |                      |
| Finlande           | The Happiest Day in the Life of Olli Maki | Hymyilevä mies Olli Mäki                                      | Finnois                              | Juho Kuosmanen                            |                      |
| France             | Elle                                      | Elle                                                          | Français                             | Paul Verhoeven                            |                      |
| Géorgie            | House of Others                           | სხვისი სახლი                                                  | Géorgien                             | Rusudan Glurjidze                         |                      |
| Grèce              | Chevalier                                 | Chevalier                                                     | Grec                                 | Athina Rachel Tsangari                    |                      |
| Hong Kong          | Port of Call                              | 踏血尋梅 Daap hyut cam mui                                    | Cantonais et mandarin                | Philip Yung                               |                      |
| Hongrie            | Kills on Wheels                           | Tiszta szívvel Roues libres                                   | Hongrois                             | Attila Till                               |                      |
| Islande            | Sparrows                                  | Þrestir Sparrows                                              | Islandais et anglais                 | Rúnar Rúnarsson                           |                      |
| Inde               | Interrogation                             | விசாரணை Visaranai                                                | Tamoul                               | Vetrimaaran                               |                      |
| Indonésie          | Letters from Prague                       | Surat dari Praha                                              | Indonésien                           | Angga Dwimas Sasongko                     |                      |
| Iran               | The Salesman                              | فروشنده Le Client                                             | Persan                               | Asghar Farhadi                            | Lauréat              |
| Irak               | El Clásico                                | ئێل کلاسیکۆ El Clásico                                        | Kurde                                | Halkawt Mustafa                           |                      |
| Israël             | Sand Storm                                | סופת חול (Sufat Chol) Tempête de sable                        | Arabe                                | Elite Zexer                               |                      |
| Italie             | Fire at Sea                               | Fuocoammare                                                   | Italien                              | Gianfranco Rosi                           |                      |
| Japon              | Nagasaki: Memories of My Son              | 母と暮せば Haha to kuraseba                                   | Japonais                             | Yoji Yamada                               |                      |
| Jordanie           | 3000 Nights                               | 3000 ليلة 3000 Nuits                                          | Arabe et hébreux                     | Mai Masri                                 |                      |
| Kazakhstan         | Amanat                                    | Аманат Amanat                                                 | Kazakh                               | Satybaldy Narymbetov                      |                      |
| Kirghizistan       | A Father's Will                           | Атанын керээзи Atanyn Kereezi                                 | Kirghize                             | Bakyt Mukul et Dastan Japar Uulu          |                      |
| Kosovo             | Home Sweet Home                           | Home Sweet Home                                               | Albanais                             | Faton Bajraktari                          |                      |
| Lettonie           | Dawn                                      | Ausma                                                         | Letton                               | Laila Pakalniņa                           |                      |
| Liban              | Very Big Shot                             | فيلم كتير كبير Very Big Shot                                  | Arabe libanais, français et anglais  | Mir-Jean Bou Chaaya                       |                      |
| Lituanie           | Seneca's Day                              | Senekos diena                                                 | Lituanien, russe et estonien         | Kristijonas Vildziunas                    |                      |
| Luxembourg         | Voices from Chernobyl                     | La Supplication                                               | Français                             | Pol Cruchten                              |                      |
| Macédoine du Nord  | The Liberation of Skopje                  | Ослободување на Скопје Osloboduvanje na Skopje                | Macédonien, allemand et bulgare      | Rade Šerbedžija et Danilo Šerbedžija      |                      |
| Malaisie           | Beautiful Pain                            | Redha                                                         | Malais                               | Tunku Mona Riza                           |                      |
| Maroc              | A Mile in My Shoes Arabic                 | مسافة ميل بحذائي Massafat Mile Bihidayi                       | Arabe                                | Said Khallaf                              |                      |
| Mexique            | Desierto                                  | Desierto                                                      | Espagnol et anglais                  | Jonás Cuarón                              |                      |
| Monténégro         | The Black Pin                             | Igla ispod praga                                              | Serbe                                | Ivan Marinovic                            |                      |
| Népal              | The Black Hen                             | कालो पोथी Kalo Pothi, un village au Népal                         | Népalais                             | Min Bahadur Bham                          |                      |
| Norvège            | The King's Choice                         | Kongens nei The King's Choice                                 | Norvégien, danois et allemand        | Erik Poppe                                | Shortlist de janvier |
| Nouvelle-Zélande   | A Flickering Truth                        | A Flickering Truth                                            | Dari                                 | Pietra Brettkelly                         |                      |
| Pakistan           | Mah-e-Mir                                 | ماہ میر Mah-e-Mir                                             | Ourdou                               | Anjum Shahzad                             |                      |
| Palestine          | The Idol                                  | يا طير الطاير (Ya tayr el tayer) The Idol                     | Arabe et espagnol                    | Hany Abu-Assad                            |                      |
| Panama             | Salsipuedes                               | Salsipuedes                                                   | Espagnol                             | Ricardo Aguilar Navarro, Manuel Rodríguez |                      |
| Pays-Bas           | Tonio                                     | Tonio                                                         | Néerlandais                          | Paula van der Oest                        |                      |
| Pérou              | Videophilia (and Other Viral Syndromes)   | Videofilia: y otros síndromes virales                         | Espagnol et anglais                  | Juan Daniel Fernández                     |                      |
| Philippines        | Ma' Rosa                                  | Ma' Rosa                                                      | Tagalog                              | Brillante Mendoza                         |                      |
| Pologne            | Afterimage                                | Powidoki Les Fleurs bleues                                    | Polonais                             | Andrzej Wajda                             |                      |
| Portugal           | Letters from War                          | Cartas da Guerra                                              | Portugais                            | Ivo Ferreira                              |                      |
| Tchéquie           | Lost in Munich                            | Ztraceni v Mnichově                                           | Tchèque                              | Petr Zelenka                              |                      |
| Roumanie           | Sieranevada                               | Sieranevada                                                   | Roumain                              | Cristi Puiu                               |                      |
| Royaume-Uni        | Under the Shadow                          | زیر سایه (Zir-e Sayeh)                                        | Persan                               | Babak Anvari                              |                      |
| Russie             | Paradise                                  | Рай Paradis                                                   | Russe, allemand, français et yiddish | Andrei Konchalovsky                       | Shortlist de janvier |
| Serbie             | Train Driver's Diary                      | Дневник машиновође Dnevnik masinovodje                        | Serbe                                | Miloš Radović                             |                      |
| Singapour          | Apprentice                                | Apprentice                                                    | Malais et anglais                    | Boo Junfeng                               |                      |
| Slovaquie          | Eva Nová                                  | Eva Nová                                                      | Slovaque                             | Marko Škop                                |                      |
| Slovénie           | Houston, We Have a Problem!               | Houston, imamo problem!                                       | Slovène, serbe, croate et anglais    | Žiga Virc                                 |                      |
| Suède              | A Man Called Ove                          | En man som heter Ove Mr. Ove                                  | Suédois                              | Hannes Holm                               | Nommé                |
| Suisse             | My Life as a Zucchini                     | Ma vie de Courgette                                           | Français                             | Claude Barras                             | Shortlist de janvier |
| Taïwan             | Hang in There, Kids!                      | 只要我長大                                                    | Mandarin, atayal                     | Laha Mebow                                |                      |
| Thaïlande          | Karma                                     | อาปัติ Karma                                                    | Thai                                 | Kanittha Kwanyu                           |                      |
| Turquie            | Cold of Kalandar                          | Kalandar Soğuğu                                               | Turc                                 | Mustafa Kara                              |                      |
| Ukraine            | Ukrainian Sheriffs                        | Українські шерифи                                             | Ukrainien                            | Roman Bondarchouk                         |                      |
| Uruguay            | Breadcrumbs                               | Migas de pan                                                  | Espagnol                             | Manane Rodriguez                          |                      |
| Venezuela          | From Afar                                 | Desde allá Les Amants de Caracas                              | Espagnol                             | Lorenzo Vigas                             |                      |
| Viêt Nam           | Yellow Flowers on the Green Grass         | Tôi thấy hoa vàng trên cỏ xanh                                | Vietnamien                           | Victor Vũ                                 |                      |
| Yémen              | I Am Nojoom, Age 10 and Divorced          | أنا نجوم بنت العاشره ومطلقة                                   | Arabe                                | Khadija al-Salami                         |                      |